# سید مرتضی رازی
سید مرتضی علم‌الهدی رازی تهرانی از علمای شیعه در قرن ۵ هجری است.
وی در سده ششم هجری درگذشت و در کنار حرم شاه عبدالعظیم دفن گردید.

## نام
سید صفی الدین ابوتراب مرتضی بن رازی داعی بن قاسم حسنی رازی یا سید مرتضی بن داعی حسنی (یا حسینی) ملقّب به «صفی الدین» و «علم‌الهدی» (پرچم هدایت) یا علم الهدی تهرانی، از علمای بزرگ شیعه در قرن ۵ و ۶ هجری قمری است.

## آثار
از آثار اشتباهی که به وی منسوب است می‌توان «تبصرة العوام فی معرفة مقالات الانام»، در شرح مذاهب مختلف به پارسی را نام برد. همچنین کتاب «فصول تامّه» (به عربی) را از وی دانسته‌اند. تبصره نوشته جمال الدین محمد بن حسین بن حسن رازی آبی است.

## خلط سید مرتضی رازی با بغدادی
این سید مرتضی علم‌الهدی رازی تهرانی غیر از سید مرتضی علم الهدی بغدادی است.

## رازی و غزالی
علم‌الهدی رازی همان کسی است که به نوشته منابع شیعه بارها با امام غزالی مناظره کرد و به نظر شیعه امام غزالی به دست او شیعه شد. دراینکه کتاب تبصره از اوست بحث و اشکال وجود دارد. این مطلب شیعه شدن غزالی را بسیاری از جمله آقا بزرگ طهرانی در اعلام الشیعه، قاضی نورالله شوشتری در مجالس المومنین، صاحب عبقات، صاحب مجمع البحرین، علامه آقا محمدعلی کرمانشاهی (فرزند وحید بهبهانی) در برخی کتبش، محقق کرکی و بسیاری دیگر چون قطب الدین اشکوری نقل کرده‌اند.
البته شبهاتی دربارهٔ معاصر بودن علم‌الهدی رازی با ابوحامد غزالی توسط امثال جلال الدین همایی در غزالی نامه و دیگران مطرح شده است.
لقب داعی که رازی و اقوام او آن را دارا هستند، ربطی به زیدی‌گری یا باطنی بودن آنها ندارد. سید مرتضی رازی و خانواده‌اش شیعه دوازده امامی هستند.

## کتابنامه
- «فرهنگ فارسی معین»، محمد معین، ج ۶، تهران، امیرکبیر،
- تحفه الشاهیه، قاضی کرهرودی، به کوشش رسولی اراکی، قم،
- غزالی در ترازوی نقد؛ محمدعلی نجفی و عظیم عابدینی؛ قم؛ میراث ماندگار؛ ۱۳۹۶.
- گلشن ابرار؛ ج۱۳؛ گروه نویسندگان؛ قم؛ پژوهشکده باقرالعلوم؛ ۱۳۹۶.